# Pseudobranchus striatus
Pseudobranchus striatus é uma espécie de anfíbio caudado pertencente à família Sirenidae. Endêmica dos Estados Unidos da América.